# Abbazia dei Santi Naborre e Felice
L'abbazia dei Santi Naborre e Felice conosciuta anche come abbadia dei Santi Naborre e Felice è il luogo di culto cattolico nonché la più antica sede episcopale di Bologna.

## Storia
Si ritiene sia la prima chiesa edificata a Bologna, forse da San Zama nel 270 d.C., proto-vescovo dell'arcidiocesi di Bologna. La parte più antica è la cripta fatta edificare dal santo che la dedicò a san Pietro, e dove il santo fu inizialmente sepolto, diventando così la prima chiesa di Bologna, e sede dei primi vescovi. Venne riedificata nel IV secolo dal settimo vescovo Felice,  dopo che era stata devastata dai persecutori dei cristiani. La sede vescovile fu poi spostata nella chiesa di Santo Stefano.
Nel 903 la chiesa fu distrutta dagli Unni che devastarono tutti i luoghi di culto, ma nel 1110, divenne sede monastica benedettina, ordine che aveva sede anche in altri monasteri cittadini. La chiesa  fu ricostruita e di questa ricostruzione rimangono tracce all'esterno dell'edificio. Tra i benedettini serve ricordare il dottore in diritto canonico fra Graziano, che proprio nel monastero scrisse il Decretum Gratiani e Bartolomeo di Carlo Zambeccari che ne fu abbate nel primo decennio del XV secolo nonché vescovo di Bologna per dover poi dimettersi non essendo stata legale la sua nomina. Il monastero divenne il centro culturale più importante cittadino. Ma le numerose guerre con le conseguenti devastazioni allontanarono i benedettini e la chiesa fu eretta in commenda. Fu Papa Eugenio IV commendatore della chiesa nonché cardinale a affidare la chiesa ai benedettini della Basilica di Santa Giustina, e da pontefice ripristinò la commenda nominando Bartolomeo di Nicolò Albergati a commendatore e scorporando le due chiese   benedettine della Madonna del Monte e San Procolo. La bolla papale del 15 marzo 1506, di papa Giulio II, ridusse il monastero a un lazzaretto che doveva ospitare il gran numero di appestati cittadini, lasciando la chiesa in gestione prima i battuti del hospitale e con la bolla del 24 settembre 1507 incaricò i senatori cittadini ad eleggerne il curatore. Furono le suore dell'ordine di Santa Chiara ad ottenere il permesso di occupare gli spazi del monastero il 16 ottobre 1512 dopo che erano state allontanate dai conventi cittadini causa le guerra tra il papa e la famiglia Bentivoglio, con incarico di gestione alla abbadessa Giacoma Gozzadini.
Le suore nel 1634 ricostruirono la chiesa superiore abbellendola con tele di pittori locali, alcuni di questi sono conservati nella pinacoteca Accademia di belle arti bolognese, e nella seconda metà del XVII secolo restaurarono la cripta.  La costruzione del loggiato dovrebbe risalire al XV secolo, e la torre campanaria del secolo successivo.
Questa ebbe un primo restauro nel 1950. Nel XIV secolo sono il campanile, mentre il loggiato dovrebbe risalire al XV secolo.

## Descrizione
L'abbazia, che anticamente si volgeva su via Emilia, con il tempo e con l'urbanizzazione cittadina è posta in via San Felice.

### La cripta
La chiesa conserva la cripta romanica dove furono sepolte le spoglie di San Zama poste nel 1586 dall'arcivescovo Gabriele Paleotti, spostate nella Certosa e successivamente nella parrocchia di Santo Stefano durante le soppressioni napoleoniche nel 1799, un'iscrizione e una croce in pietra testimoniano la presenza dell'antica sepoltura. La parte fu edificata con l'impiego di materiali di recupero provenienti da edifici distrutti. 
La cripta ha una copertura a crociera con affreschi rinascimentali. Le colonnine poste sulla parte che anticipa l'altare hanno capitelli in marmo bianco con rosette, fogliame e croci che parrebbero di epoche differenti dal VI al XII secolo, mentre le colonnine sono realizzate con materiale di recupero. L'abside centrale conserva un altare sostenuto da cinque colonne dell'XII e XII secolo probabilmente erano parte del chiostro romanico poi distrutto.
Il presbiterio si presentava rialzato con due scale che conducevano al locale inferiore. La cripta si compone in te navate terminanti con le absidi semicircolari divise da colonnine che devono sostenere il sovrastante presbiterio.